# Якушева, Галина Викторовна
Гали́на Ви́кторовна Якушева (6 января 1941 — 17 декабря 2023) — российский литературовед, доктор филологических наук (1998), профессор Государственного института русского языка им. А. С. Пушкина и Высшего театрального училища им. М. С. Щепкина.

## Биография
Окончила филологический факультет Саратовского государственного университета имени Н. Г. Чернышевского (1963) и аспирантуру филфака МГУ (1969). В 1970 году защитила кандидатскую диссертацию «Генрих Манн — литературный критик», в 1998 году — докторскую «Фауст и Мефистофель в литературе XX века (к проблеме кризиса просветительского героя)».
Около 30 лет работала в издательстве «Советская энциклопедия» («Большая Российская»). В Институте русского языка имени А. С. Пушкина работала с 1999 года, профессор кафедры мировой литературы. Профессор кафедры искусствоведения Высшего театрального училища им. М. С. Щепкина; читала курсы «Русская литература», «Зарубежная литература», спецкурсы «Тысяча лет культуры Востока» и «Русская литература в восприятии Запада».
Председатель Гётевской комиссии при Научном совете РАН по истории мировой культуры, член Международного Гётевского общества в Веймаре. Член редакционных коллегий различных энциклопедий и словарей. Редактор-составитель серийного издания «Гётевских чтений»
Научные интересы: зарубежная литература (главным образом, немецкая: творчество Гёте, Г. и Т. Манна, литература эпохи Просвещения, XIX—XX веков), русская литература XIX—XX веков, японская литература; взаимосвязь литератур, в том числе русской и зарубежных литератур, литератур Запада и Востока; русская литература в восприятии Запада и Востока; история и теория энциклопедического дела.

## Основные работы

### Монографии
- Отто Юльевич Шмидт — энциклопедист: Краткая иллюстрированная энциклопедия / Под ред. А. М. Прохорова, Б. С. Соколова; [Предисл. Н. Н. Митрофанова]. — М.: Сов. энциклопедия, 1991. — 155, [2] с. — (Биографические словари и справочники).
- Фауст в искушениях XX века = Faust in den Versuchungen des XX. Jahrhunderts: Гётевский образ в русской и зарубежной литературе / Рос. акад. наук, Науч. совет «История мировой культуры», Гётевская комиссия. — М.: Наука, 2005. — 233, [2] с.
- Фауст и Мефистофель вчера и сегодня. — М.: ФОН, 1998. — 118 с. — (Труды Гётевской комиссии при Совете по истории мировой культуры РАН).

### Учебное пособие
- Тысяча лет культуры Востока. Часть 1-2. М.: Гос. ИРЯ им. А. С. Пушкина, 2014.

### Статьи
- Исторический роман в Германии XX века: от иллюзии к триллеру (Т. Манн, Г. Грасс, П. Зюскинд). Ежегодник «Русская германистика». Том V. 2009.
- Парадигма русской литературы в энциклопедиях Запада: познание, признание и предубеждение. Сборник материалов VI Международных Панковских чтений. 2010.
- Русский Фауст периода Goethe=Zeit и после: в поисках человеческого, слишком человеческого. Журнал «Балтийский филологический курьер». № 7. 2009.
- Энциклопедия Дидро и Д’Аламбера в литературной борьбе Франции конца XVIII века. Сборник «Великая французская революция и литературная жизнь Европы». 1989.
- Образ и мотивы Гёте в отечественной словесности XX века (Россия, СССР, русское зарубежье). Сборник «Гёте в русской культуре XX века». 2001, 2004.

## Награды и звания
- Ветеран труда.
- Медаль «В память 850-летия Москвы».